# گاوماهی آبی باله‌نخی
گاوماهی آبی باله‌نخی (نام علمی: Acentrogobius cyanomos) نام یک گونه از تیره گاوماهیان است.